# Aliyah Saleem
Aliyah Saleem ( Londres, agosto de 1989) es una activista, escritora e investigadora de mercado de la educación secular británica. Es una ex-musulmana atea, activista feminista y humanista, y cofundadora del grupo de defensa Faith to Faithless. También ha escrito bajo el seudónimo de Laylah Hussain.

## Biografía
Saleem nació en Londres en una familia de inmigrantes musulmanes sunitas paquistaníes.De los 6 a los 11 años asistió a madrazas dirigidas por árabe deobandi, donde aprendió  el idioma árabe y salafismo. : 0:35 Cuando tenía 11 años, Saleem ingresó en el internado privado de niñas islámicas Jamia Al-Hudaa en Nottingham. Alrededor de los 12 años, comenzó a tener dudas sobre la verdad y la ética de la religión, especialmente la condena de la homosexualidad, pero su cuestionamiento fue tildado de corrupción y se sintió repetidamente reprimida por no contaminar la mente de otras niñas.  : 1:07 Fue expulsada en 2006 a la edad de 15 años, acusada de narcisismo por poseer una cámara desechable y, en consecuencia, humillada públicamente frente a toda la escuela.
Luego pasó a estudiar interpretación coránica en el Instituto Al-Huda de Farhat Hashmi en Mississauga, cerca de Toronto, Canadá, que debía durar un año. Sin embargo, encontrar las lecciones en urdu difíciles después de dos meses : 3:31 se transfirió al campus del Instituto Al-Huda en Pakistán para completar el curso y, segregada y aislada de su familia, se encontró atrapada por la repetición y el celo religioso. Empezó a usar voluntariamente el velo facial (niqab), : 3:45 y en retrospectiva, consideraba que su yo de 17 años era una fundamentalista que quería hacer proselitismo cuando regresara al Reino Unido. : 2:02 
De vuelta en Gran Bretaña, donde Saleem ya no se encontraba en un entorno religioso restringido y tenía libre acceso a libros, medios y televisión, resurgieron sus dudas anteriores. Comenzó a estudiar sociología, que examinaba la religión desde varias perspectivas nuevas, como el feminismo y el marxismo, y primero la expuso al concepto de que las religiones podían servir como medio de control social . En la biblioteca, se encontró con el libro de Richard Dawkins The God Delusion, que la expuso por primera vez a la idea de que Dios podría ser un engaño humano y que en realidad podría no existir, y la teoría de la evolución, que ella no entendía. y decidió dedicar mucho tiempo a estudiar más. Después de eso, se educó en cosmología y leyó Pale Blue Dot de Carl Sagan, la vista de la icónica fotografía de Pale Blue Dot fue la gota que colmó el vaso, la llevó a la incredulidad y la convirtió en escéptica.  A la edad de 19 años, Saleem había llegado a un punto en el que ya no creía en el Islam y se alejó de él. : 2:23 Ella cree que "El Islam en el que crecí, que había sido, ya sabes, empujado por mi garganta durante años, en realidad estaba siendo empujado por mi garganta para controlarme. Para controlar lo que hacía, lo que vestía, con quién hablaba, lo que comía y cómo pensaba". : 2:35 
Saleem asistió a la Universidad de Brunel en el oeste de Londres, donde obtuvo una licenciatura de primera clase en inglés. Es investigadora de mercado para Kantar y anteriormente realizó trabajos de investigación parlamentaria para la Cámara de los Lores. También es colaboradora y columnista de asesoramiento de Sedaa, un sitio web que presenta a escritores de origen musulmán.

## Activismo secular
En octubre de 2014, Saleem habló por primera vez sobre su trato en su internado de Nottingham en la Conferencia Secular del Consejo de Ex-Musulmanes de Gran Bretaña de 2014. En noviembre de 2014, también escribió una exposición más detallada al respecto en The Times bajo el seudónimo de Laylah Hussain. Saleem afirmó que a los alumnos solo se les enseñaban diversas materias islámicas desde una perspectiva fundamentalista, los adoctrinaban con puntos de vista antigay, anticristianos y antijudíos, y no tenían clases de geografía, historia, arte, deportes o música.  La clase de ciencias omitió la evolución y la educación sexual, y le enseñaron que a los hombres se les permite golpear a sus esposas.  Debido a las preocupaciones que planteó, la escuela fue objeto de una inspección no anunciada en abril de 2015 y, como resultado, Ofsted la calificó como "inadecuada".  Cuando una segunda inspección en abril de 2016 no mostró suficientes mejoras, el Colegio Residencial Jamia Al-Hudaa fue amenazado con un cierre parcial o total. La dirección de la escuela intentó apelar la decisión, mientras que Saleem instó al Departamento de Educación a actuar rápidamente ahora para proteger a estos alumnos y alumnas.
En 2015, Saleem, con su colega Imtiaz Shams, un ex musulmán ateo de Arabia Saudita, cofundó el grupo de defensa Faith to Faithless. La organización brinda apoyo a las personas que abandonan el Islam y otras religiones minoritarias, desafía la discriminación que enfrentan las personas no religiosas y tiene como objetivo crear conciencia sobre los problemas relacionados con el abandono de la religión. Saleem y Shams comenzaron organizando eventos de "salida del armario" en universidades, donde los ex musulmanes y otros apóstatas podían contar sus historias en presencia de compañeros que también habían pasado por la desconversión. : 2:05 
En 2015, Saleem representó a Humanists UK, entonces la Asociación Humanista Británica, en un debate de cámara de diversidad en la Cámara de los Lores en el que habló sobre la discriminación y la persecución que enfrentan muchos ex ateos musulmanes en el Reino Unido y en todo el mundo.  Al año siguiente, representó a Faith to Faithless en un nuevo debate en los Lores sobre los problemas particulares que enfrentan los ex musulmanes al abandonar la religión.
A fines de 2015 y principios de 2016, Saleem grabó dos videos que ofrecen estrategias para mujeres musulmanas o exmusulmanas que ya no quieren usar el hiyab (ella misma había usado un velo desde los 11 años), pero desconfían de lo negativo. consecuencias sociales a las que se pueden enfrentar por hacerlo.
En abril de 2016, Saleem apareció en el programa documental de dos partes de BBC Radio 4 sobre los deobandis, la comunidad musulmana tradicional aislacionista responsable de su educación y que controla la mayoría de las escuelas religiosas islámicas en el Reino Unido.

## Obras
- Saleem, Aliyah; Mughal, Fiyaz (2018). Leaving Faith Behind: The journeys and perspectives of people who have chosen to leave Islam. London: Darton, Longman & Todd. p. 192. ISBN 978-0232533644.